# Savka Dabčević-Kučar
Savka Dabčević-Kučar (6. prosince 1923 Korčula, Království SHS – 6. srpna 2009) byla chorvatská komunistická politička a ekonomka. Byla jednou z nejvlivnějších Chorvatek během komunistické éry, hlavně během chorvatského jara, kdy byla sesazena. Do politiky se vrátila během prvních dní Chorvatské nezávislosti jako vůdce Koalice lidové dohody a Chorvatské lidové strany. Od roku 1967 do roku 1969 působila jako předsedkyně 5. výkonné rady (předsedkyně vlády) Chorvatské socialistické republiky, jedné z osmi ústavních republik a autonomních provincií Socialistické federativní republiky Jugoslávie. Stala se první ženou v Evropě, která byla jmenovaná hlavou vlády politického subjektu a první ženou v Chorvatsku po druhé světové válce, která zastávala úřad ekvivalentní k hlavě vlády.

## Časný život
Savka Dabčević se narodila v Korčule, v tehdejším Království Jugoslávie, dnešním Chorvatsku do významné chorvatské rodiny Dabčevićů, která byla původně z Kotorského zálivu. Během druhé světové války se stala partysánkou , kterou byla až do roku 1943, kdy odešla do uprchlického tábora El Shatt. Po válce studovala ekonomii na Záhřebské univerzitě. V roce 1951 se vdala za Ante Kučaru.

## Kariéra
Na konci 60. let 20. století, strana přijala nový směr požadující větší autonomii Chorvatska v Jugoslávii a svobody lidu. Její politika propagovaná masovými shromážděními se stala hnutím, které se později nazývalo Chorvatské jaro, a byla jednou ze studentských revolucí v roce 1968. V důsledku toho se Dabčević-Kučar stala jedním z nejpopulárnějších politických vůdců v té době a byla láskyplně nazývána „Savka, královna Chorvatů“.
Nicméně, ne všichni byli spokojení s novým směrem. Otevřené projevy chorvatského nacionalismu vyvolaly napětí v etnicky smíšených oblastech, což sloužilo jako argument pro jugoslávskou lidovou armádu a konzervativnější prvky strany, které chtěly hnutí potlačit. Zároveň chorvatské vedení bylo vyzváno studentským hnutí s ještě radikálnějšími požadavky.
V prosinci 1971 uspořádal Tito konferenci o vedení strany v srbském Karadjordjevě a veřejně se obrátil proti chorvatskému jaru. To vedlo k reakci Dabčević-Kučarové na kritiku (zveřejněnou v prosinci v novinách), ve které přijala veškerou kritiku kromě těch, které ji měly ukázat jako nacionalistku a nepřítelkyni socialistického samosprávného systému, kterému veřejně vyjádřila loajalitu. Odstoupila z ústředního výboru chorvatské komunistické strany a nakonec z veřejného života. Na její místo nastoupila Milka Planinc.
Když do Chorvatska konečně dorazila pluralitní demokracie, vrátili se Dabčević-Kučar a Tripalo na veřejnou scénu pomocí své dlouho hromaděné pověsti. Odmítli podpořit jedinou stranu a místo toho iniciovali vytvoření široké koalice umírněného středu, zvané Koalice lidové dohody. Koalice nedokázala ve volby v roce 1990 zásadně ovlivnit, přičemž většina hlasujících se rozhodla pro Franjo Tuđmana a jeho stranu Chorvatská demokratická unie.
Když se koalice rozpadla, založily Dabčević-Kučar a Tripalo na konci roku 1990 vlastní stranu, Chorvatskou lidovou stranu (HNS). Tato nová strana měla přilákat umírněné a měla velké naděje na prezidentské a parlamentní volby v roce 1992, jako nejsilnější opoziční strana v Chorvatsku.
Jako kandidátka na prezidenta Savka Dabčevićová obsadila třetí místo za Draženem Budišou. HNS odmítla vytvářet koalice s jinými opozičními stranami, což umožnilo vládnoucí Chorvatské demokratické unii získat některé volební obvody s méně než pětinou všech hlasů. Vzhledem k tomu, že strana byla ponížena a po bohaté, ale neúčinné kampani téměř zbankrotovala, stárnoucí Dabčević-Kučar nechala vedení strany mladšímu Radimirovi Čačićovi.

## Osobní život
Zemřela v Záhřebu ve věku 85 let. Byla agnostik.